# 美袋駅
美袋駅（みなぎえき）は、岡山県総社市美袋にある、西日本旅客鉄道（JR西日本）伯備線の駅で、旧昭和町の中心駅である。難読駅名として知られている。駅番号はJR-V10。

## 歴史
- 1925年（大正14年）5月17日：鉄道省伯備南線（現・伯備線）宍粟駅（現・豪渓駅） - 当駅間延伸時に終着駅として開設[1]。
- 1926年（大正15年）6月20日：伯備南線当駅 - 木野山駅間延伸、途中駅となる。
- 1928年（昭和3年）10月25日：伯備南線が伯備線に改称、当駅もその所属となる。
- 1971年（昭和46年）10月1日：貨物取扱廃止[1]。
- 1984年（昭和59年）
  - 2月1日：荷物扱い廃止[1]。
  - 3月31日：簡易委託駅化[2]。
- 1987年（昭和62年）4月1日：国鉄分割民営化に伴い、JR西日本の駅となる[1]。
- 2005年（平成17年）3月22日：総社市（第2次）成立に伴い、所在地表示が岡山県総社市美袋となる。
- 2007年（平成19年）
  - 4月1日：簡易委託解除、完全無人駅化。
  - 7月2日：ICOCA対応簡易型自動改札機設置。
  - 9月1日：ICカード「ICOCA」の利用が可能となる。
  - 12月7日：駅舎が登録有形文化財に登録される。
- 2016年（平成28年）：観光ギャラリーがオープン

## 駅構造
単式ホーム1面1線と島式ホーム1面2線、計2面3線を有する地上駅。駅舎は単式ホーム1番のりば側にあり、島式ホーム2・3番のりば側へは跨線橋で連絡している。木造駅舎を備える。
以前は簡易委託駅であったが、2007年（平成19年）に完全な無人駅となった。現在は倉敷駅が管理している。ICOCA利用可能駅（相互利用可能ICカードはICOCAの項を参照）。簡易型の自動改札機が設置されている。便所は新しく造り直され、男女別となっている。
駅舎は2007年（平成19年）12月7日に登録有形文化財に登録されている。駅舎は、伯備線倉敷 - 美袋間が開通した1925年（大正14年）に建てられた。木造平屋（79㎡）でセメント瓦葺きの切妻屋根、外壁に木板を重ねた構造が特徴。窓や入口の建具をアルミサッシに変更した以外は、ほぼ建築当初の姿を保っている。1985年（昭和60年）から総社市が管理。

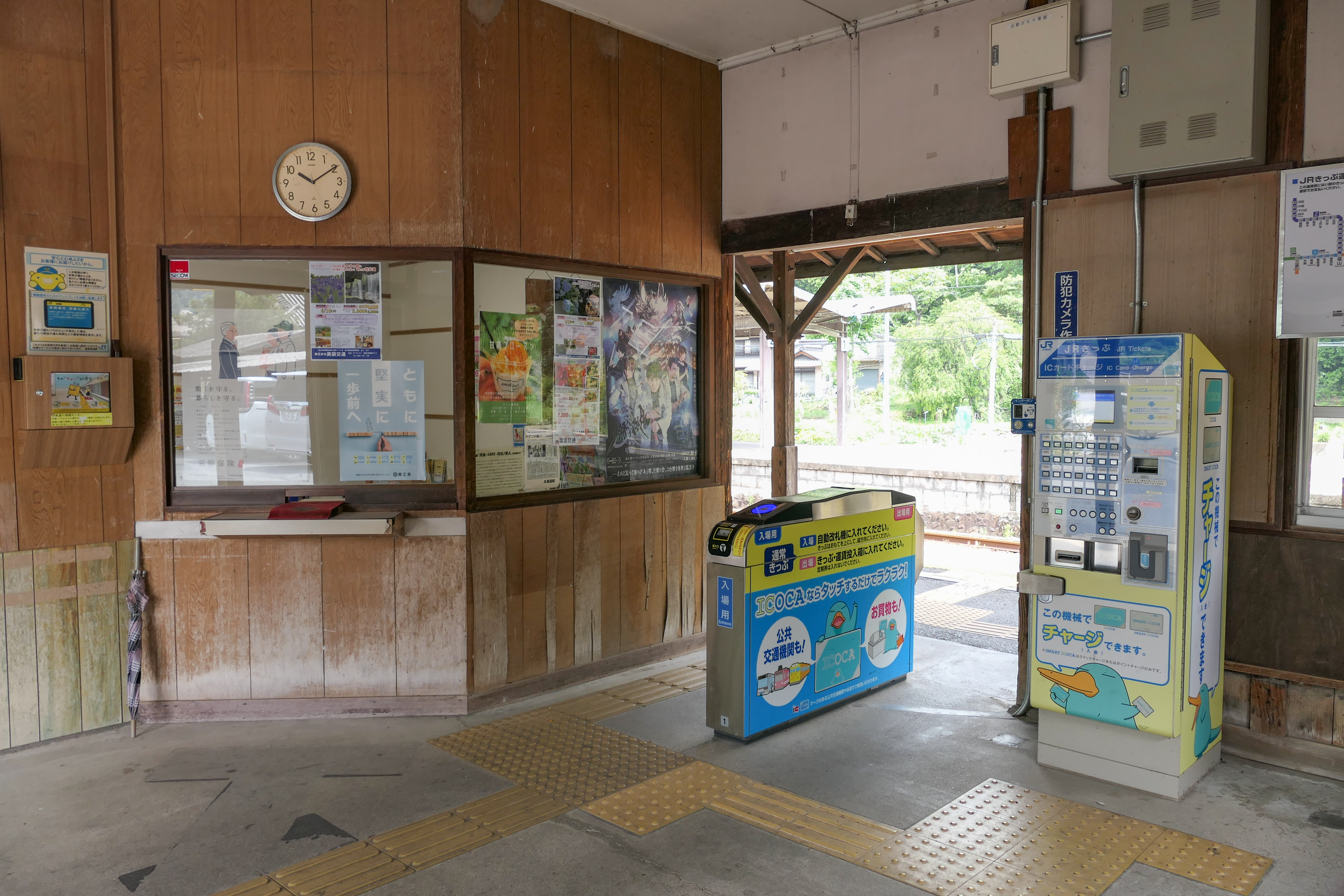
改札口（2023年6月）
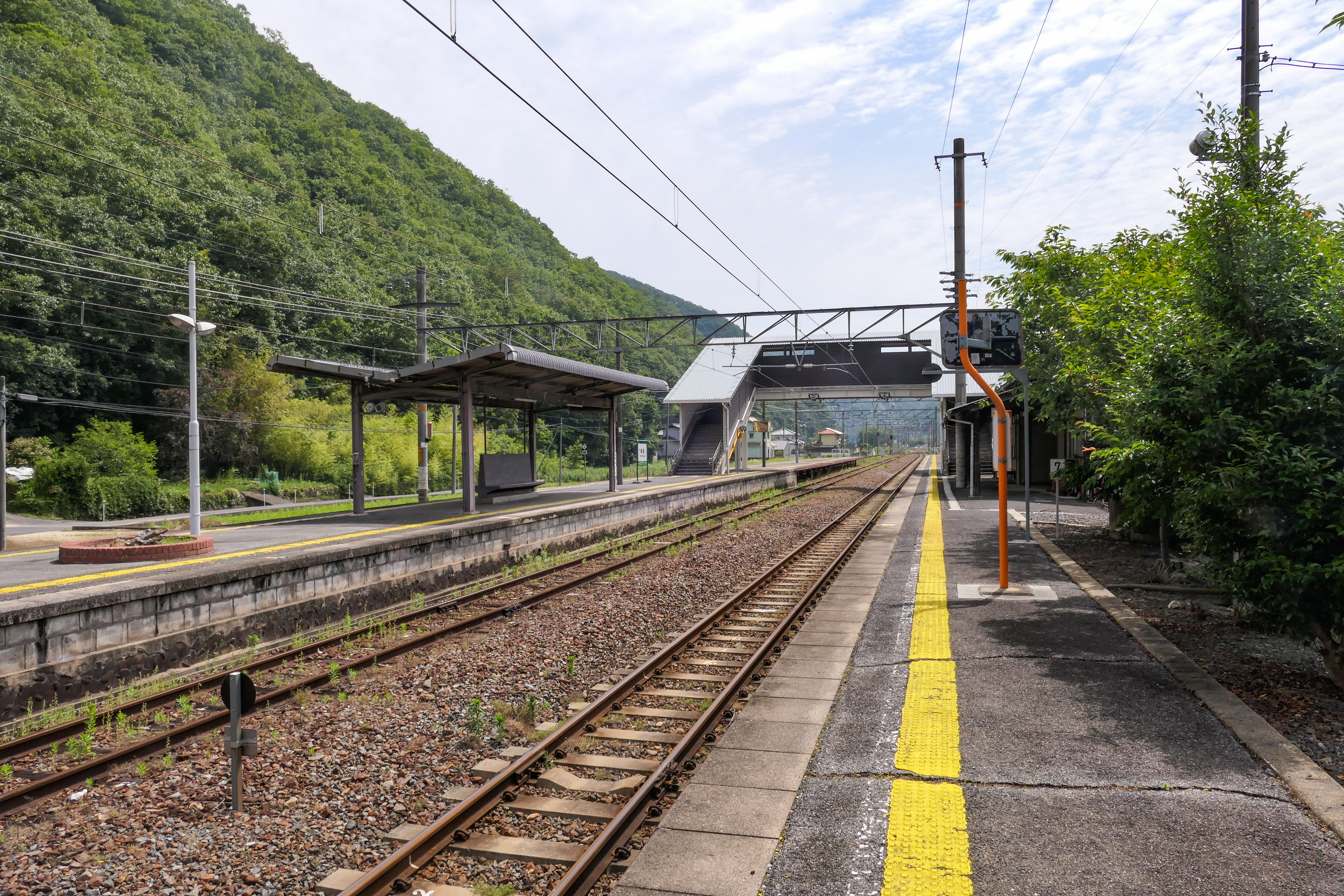
ホーム（2023年6月）

### のりば
| のりば | 路線   | 方向 | 行先           |
| ------ | ------ | ---- | -------------- |
| 1・2   | 伯備線 | 上り | 倉敷・岡山方面 |
| 3      | 伯備線 | 下り | 新見・米子方面 |

付記事項
- 上り本線は1番のりば、下り本線は3番のりば。2番のりばは上下共用の待避線（中線）であり、岡山方面行で特急通過待ちを行う列車が使用する。
- 元々は駅舎側下りホームを1番のりばとして順に付番していたが、2019年（平成31年）3月16日ダイヤ改正に合わせて上りホーム側から1番のりばにする形に変更された[3]。

## 利用状況
近年の1日平均乗車人員の推移は以下の通り。
| 乗車人員推移 | 乗車人員推移 |
| 年度         | 1日平均人数  |
| ------------ | ------------ |
| 1999         | 390          |
| 2000         | 368          |
| 2001         | 348          |
| 2002         | 318          |
| 2003         | 320          |
| 2004         | 300          |
| 2005         | 305          |
| 2006         | 297          |
| 2007         | 313          |
| 2008         | 310          |
| 2009         | 288          |
| 2010         | 294          |
| 2011         | 279          |
| 2012         | 288          |
| 2013         | 280          |
| 2014         | 269          |
| 2015         | 271          |
| 2016         | 278          |
| 2017         | 282          |
| 2018         | 276          |
| 2019         | 255          |
| 2020         | 216          |
| 2021         | 199          |

## 駅周辺
- 総社市役所昭和出張所（旧・昭和町役場）
- 美袋郵便局
- 高梁川
- 総社市立昭和中学校
- 総社市立昭和小学校
- 国道180号
- 岡山県道54号倉敷美袋線
- 岡山県道193号美袋停車場線

## 作品
- サカイ引越センター TVコマーシャル「幼なじみ篇[5]」 - （2017年11月撮影[6]）
  - 学生の男女がホームのベンチで談笑する場面が登場。駅舎内の壁に書かれた駅名が確認出来る。
- 暴太郎戦隊ドンブラザーズ ドン19話 「もしもしユーレイ」(2022年7月10日放送)
  - 当駅の駅舎が同話のキーワードである公衆電話とともにワンカットのみ登場。

## その他
- 当駅は2015年（平成27年）5月から運行していた団体列車『特別な「トワイライトエクスプレス」』の牽引機関車[注釈 1]付替え駅として使用されたことがある（※山陰ルートの復路（大阪方面行）のみ）[注釈 2]。

## 隣の駅
西日本旅客鉄道（JR西日本）
 伯備線
日羽駅 (JR-V09)  - 美袋駅 (JR-V10)  - 備中広瀬駅 (JR-V11)